# الأزرقين (همدان)

تعديل مصدري - تعديل

الأزرقين هي إحدى قرى عزلة وادعة بمديرية همدان التابعة لمحافظة صنعاء، بلغ تعداد سكانها 68 نسمة حسب تعداد اليمن لعام 2004.